# Nina-Friederike Gnädig
Nina-Friederike Gnädig (Norimberga, 9 dicembre 1980) è un'attrice tedesca, attiva in campo cinematografico, teatrale e - soprattutto - televisivo.
Tra cinema e televisione, ha partecipato sinora ad oltre una ventina di produzioni.

Tra i suoi ruoli principali figurano quello di Sabrina Hofmann nella soap opera Verliebt in Berlin (2006, ruolo che le ha valso l'assegnazione del Deutscher Fernsehpreis), quello di Barbie nel film Little Paris (2008, ruolo che le ha valso la nomination al Deutscher Filmpreis come miglior attrice non protagonista) e quello di Anna Badosi nella serie televisiva Squadra Speciale Stoccarda (SOKO Stuttgart, 2009-...).

## Filmografia

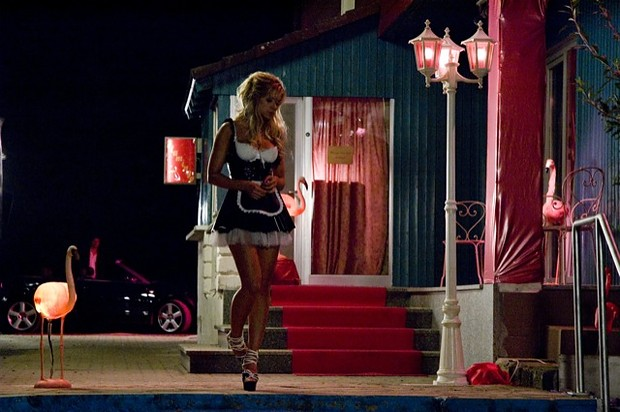
Nina Gnädig nel film Little Paris (2008)

### Cinema
- Liebes Spiel (2005)
- Der rote Kakadu (2006)
- Little Paris, regia di Miriam Dehne (2008)
- Die blaue Periode (2010)

### Televisione
- Die Patriarchin - serie TV, 1 episodio (2000)
- Squadra speciale Lipsia (SOKO Leipzig) - serie TV, 1 episodio (2004)
- Tatort - serie TV, 1 episodio (2005)
- Verliebt in Berlin - soap opera, 38 episodi (2006)
- Ein langer Abschied (2006)
- Squadra Speciale Vienna - serie TV, 1 episodio (2006)
- In aller Freundschaft - serie TV, 1 episodio (2007)
- Guardia costiera (Küstenwache) - serie TV, 1 episodio (2007)
- Tatort - serie TV, 1 episodio (2007)
- Soko 5113 - serie TV, 1 episodio (2007)
- Machen wir's auf Finnisch (2008)
- Dell & Richthofen - serie TV, 1 episodio (2008)
- Im Tal der wilden Rosen - serie TV, 1 episodio (2008)
- La nave dei sogni (Das Traumschiff) - serie TV, 2 episodi (2008-2009)
- Omicidi nell'alta società (Mord in bester Gesellschaft) - serie TV, 1 episodio (2009)
- Squadra speciale Lipsia (SOKO Leipzig) - serie TV, 1 episodio (2009)
- Squadra Speciale Stoccarda (SOKO Stuttgart) - serie TV (2009)
- 14º Distretto (Großstadtrevier) - serie TV, 1 episodio (2010)
- Inga Lindström - Das dunkle Haus - film TV (2011)
- Squadra Speciale Cobra 11 (Alarm für Cobra 11 - Die Autobahnpolizei) - serie TV, 1 episodio (2011)
- Scharfe Hunde - serie TV (2011)
- Rosamunde Pilcher: Una questione d'onore (Rosamunde Pilcher: Eine Frage der Ehre), regia di Stefan Bertmann - film TV (2012)

## Premi & riconoscimenti[2]
- 2005: Deutscher Fernsehpreis per il ruolo di Sabrina Hofmann nella soap opera Verliebt in Berlin.
- 2008: Nomination al Deutscher Filmpreis come miglior attrice non protagonista per il ruolo di Barbie nel film Little Paris.

## Doppiatrici italiane
Nelle versioni in italiano dei suoi film, Nina-Friederike Gnädig è stata doppiata da:
- Alessia Amendola in Squadra Speciale Stoccarda[4] (prima voce);
- Domitilla D'Amico in Squadra Speciale Stoccarda (seconda voce);
- Maria Letizia Scifoni in Rosamunde Pilcher: Una questione d'onore
- Alessandra Korompay in Squadra Speciale Cobra 11;
- Monica Migliori in Omicidi nell'alta società.